# Heinrich Stock (Offizier)
Heinrich Stock (* 14. Februar 1917 in Dortmund; † 26. März 1977) war ein deutscher Grenzpolizeioffizier in der Sowjetischen Besatzungszone und in der DDR. Er war Chef der Deutschen Grenzpolizei.

## Leben
Stock, Sohn eines Bergmanns, absolvierte nach dem Besuch der Volksschule von 1931 bis 1935 eine kaufmännische Lehre. Nach einer kurzen Tätigkeit im Beruf trat er 1935 in die neue Wehrmacht ein. Ab 1939 leistete er Kriegsdienst im Zweiten Weltkrieg. Als Oberfeldwebel geriet er 1944 in sowjetische Kriegsgefangenschaft und besuchte eine Antifa-Schule. 
Nach seiner Entlassung in die Sowjetische Besatzungszone 1946 wurde er Mitglied der SED und Angehöriger der Deutschen Volkspolizei. Er arbeitete zunächst in der Polizeiinspektion Gera, ab 1947 als Kommandeur der Grenzpolizei Thüringen und 1948 als Kommandeur der Grenzabteilung Benneckenstein (Harz). Von 1949 bis 1952 war er Chef des Stabes der Hauptabteilung Grenzpolizei in der Deutschen Verwaltung des Innern (DVdI) bzw. des Ministeriums des Innern der DDR (MdI). Nach der Eingliederung der Grenzpolizei in das Ministerium für Staatssicherheit (MfS) im Mai 1952 war er – nunmehr als Oberst – bis 1953 Chef des Stabes der Hauptverwaltung Deutsche Grenzpolizei (DGP). Von 1953 bis 1954 besuchte er einen Lehrgang an der neugegründeten Schule der KVP in Dresden, der späteren Militärakademie Friedrich Engels. 
Anschließend fungierte er 1954/55 als 1. Stellvertreter des Leiters der Hauptverwaltung Deutsche Grenzpolizei im MdI. Am 1. April 1955 wurde mit Befehl 6/55 des Ministers des Innern die DGP vom MdI an die Staatssicherheitsbehörde (SfS) zurück unterstellt. Stock war dann vom 1. April 1955 bis 28. Februar 1957 Leiter der Hauptverwaltung Deutsche Grenzpolizei (Nachfolger von Hermann Gartmann), die von Dezember 1956 bis Februar 1957 als Verwaltung Grenzpolizei in der Hauptverwaltung Innere Sicherheit im MfS bezeichnet wurde. Am 1. März 1957 wurde das Kommando Deutsche Grenzpolizei unter der erneuten Führung von Hermann Gartmann gebildet und Stock als sein Stellvertreter eingesetzt. Bis August 1962 war er Offiziershörer an der Felix-Dserschinski-Militärakademie in der UdSSR. Von 1962 bis 1965 war er Kommandeur der 9. Grenzbrigade in Erfurt und von 1965 bis 1969 Kommandeur der Offiziersschule der Grenztruppen in Plauen. Danach hatte er einen Auslandseinsatz als Gehilfe des Militärattachés der DDR in der Sowjetunion, Rudolf Menzel.
Nach seiner Versetzung in die Reserve arbeitete er bei der Interflug. Er verstarb unerwartet im Alter von 60 Jahren und seine Urne wurde auf dem Friedhof Baumschulenweg in Ost-Berlin bestattet.

## Auszeichnungen in der DDR
- 30. Juni 1955 Vaterländischer Verdienstorden in Silber